# Кузозеро
Кузозеро — пресноводное озеро на территории Важинского городского поселения Подпорожского района Ленинградской области.

## Общие сведения
Площадь озера — 0,7 км², площадь водосборного бассейна — 32 км². Располагается на высоте 114,5 метров над уровнем моря.
Берега озера каменисто-песчаные, местами заболоченные.
С западной стороны Кузозера вытекает река Кузьма, правый приток реки Челмы, впадающей в реку Важинку, правый приток Свири.
В озере расположены два небольших безымянных острова.
К югу от озера проходит дорога местного значения 41К-149 («Подпорожье — Хевроньино — Бухова Гора — станция Токари — Курпово»).
К северо-востоку от водоёма располагается посёлок при станции Токари.
Код объекта в государственном водном реестре — 01040100711102000015273.